# Andrew P. Poppas

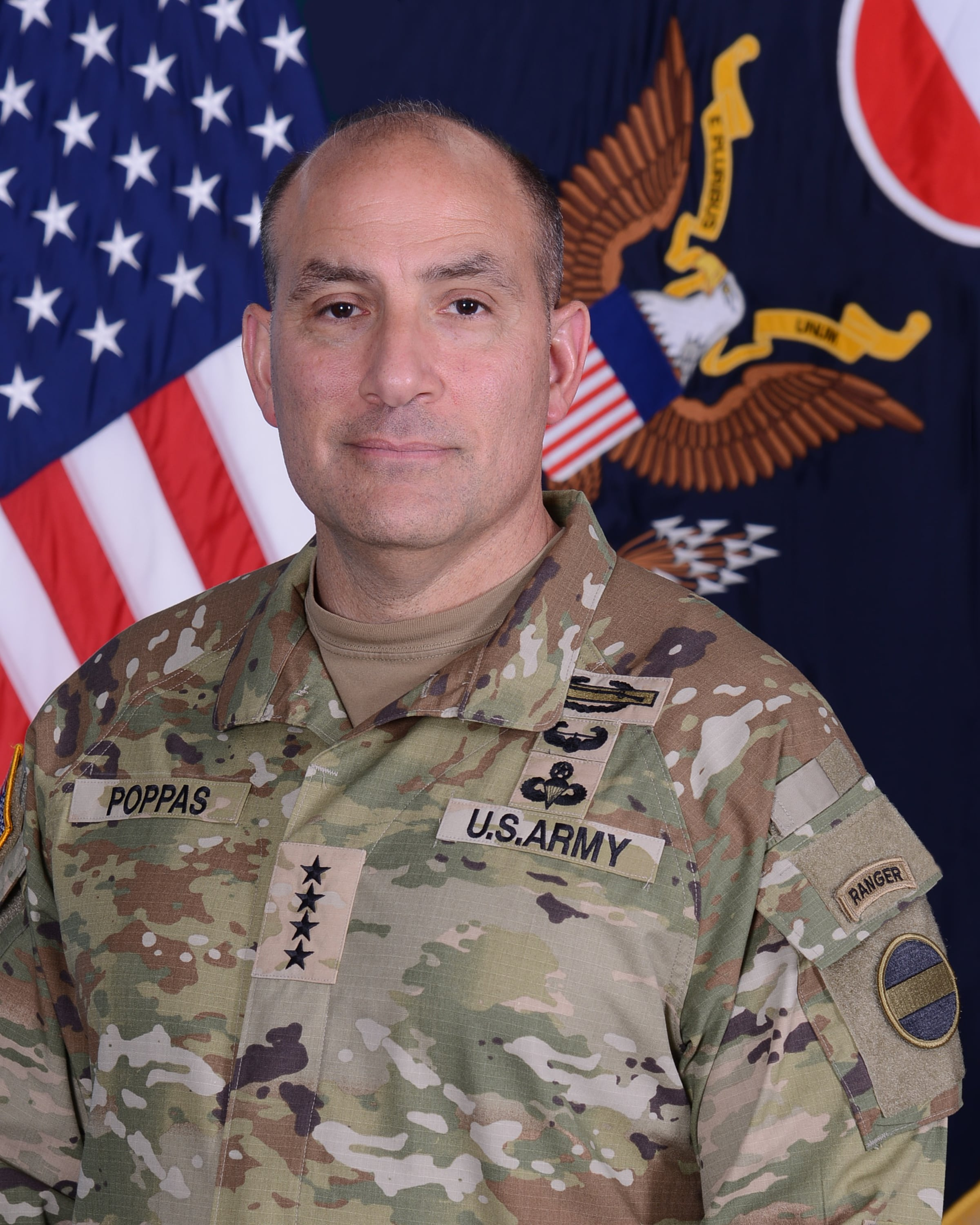
GEN Andrew P. Poppas

Andrew Peter Poppas (* um 1966 in Janesville, Wisconsin) ist ein Vier-Sterne-General der United States Army. Zurzeit kommandiert er das United States Army Forces Command.
In den Jahren 1984 bis 1988 besuchte Andrew Poppas die United States Military Academy in West Point. Nach seiner Graduation wurde er als Leutnant der Infanterie zugeteilt. In der Armee durchlief er anschließend alle Offiziersränge vom Leutnant bis zum Vier-Sterne-General. Im Lauf seiner militärischen Karriere absolvierte Poppas verschiedene Kurse und Schulungen. Dazu gehörten unter anderem ein Studium an der Kansas State University, das Defense Language Institute, das Command and General Staff College, das Senior Service College sowie die Joint and Combined Warfighting School.
In seinen jüngeren Jahren versah er den für Offiziere in den niederen Rangstufen üblichen Dienst in verschiedenen Einheiten und Standorten. Im weiteren Verlauf seiner Laufbahn kommandierte er Einheiten auf fast allen militärischen Ebenen. Zwischenzeitlich wurde er auch als Stabsoffizier eingesetzt. Er begann seine Laufbahn beim 3. Infanterieregiment in Fort Myer in Virginia. Später wurde er unter anderem zur 82. Luftlandedivision versetzt. Für einige Zeit war er in Thessaloniki in Griechenland stationiert. Danach war er Stabsoffizier beim Joint Chiefs of Staff im Pentagon.
Im Jahr 2005 wurde er als Bataillonskommandeur in der 82. Luftlandedivision in den Irak verlegt, wo er in den Jahren nach dem Irakkrieg an der Operation Iraqi Freedom beteiligt war. Später wurde er zur 101. Luftlandedivision versetzt. Dort war er Kommandeur einer Brigade und Mitglied des Divisionsstabs. Mit dieser Einheit wurde er nach Afghanistan beordert, wo er am dortigen Krieg teilnahm.
In den Jahren 2014 bis 2016 bekleidete Andrew Poppas Generalstabsaufgaben beim Joint Staff bzw. beim Heeresamt. Im Januar 2017 übernahm er von Gary J. Volesky das Kommando über die 101. Luftlandedivision. Dabei wurde er zwischenzeitlich erneut nach Afghanistan verlegt. Nachdem er sein Kommando im Februar 2019 an Brian E. Winski übergeben hatte, wurde Poppas bis 2020 Direktor für Operationen beim Joint Chiefs of Staff. Vom 1. Oktober 2020 bis zum 2. Juni 2022 bekleidete der inzwischen zum Generalleutnant beförderte Offizier das Verwaltungsamt des Direktors des Joint Staffs (Director of the Joint Staff). Nachdem er dieses Amt an James J. Mingus übergeben hatte, wurde er am 8. Juli 2022 als Nachfolger von Michael X. Garrett neuer Kommandeur des United States Army Forces Command. Dessen Hauptquartier befindet sich in Fort McPherson in Georgia.

## Orden und Auszeichnungen
Andrew Poppas erhielt im Lauf seiner militärischen Laufbahn unter anderem folgende Auszeichnungen:
- Army Distinguished Service Medal
- Defense Superior Service Medal
- Legion of Merit
- Bronze Star Medal
- Purple Heart
- Defense Meritorious Service Medal
- Meritorious Service Medal
- Joint Service Commendation Medal
- Army Commendation Medal
- Army Achievement Medal
- Presidential Unit Citation
- Joint Meritorious Unit Award
- Meritorious Unit Commendation
- National Defense Service Medal
- Afghanistan Campaign Medal
- Iraq Campaign Medal
- Global War on Terrorism Service Medal
- Humanitarian Service Medal
- Army Service Ribbon
- NATO Meritorious Service Medal
- NATO-Medaille